# Víctor Escorial
Víctor Escorial, né en 1949, à Madrid, en Espagne, est un ancien joueur de basket-ball espagnol. Il évolue au poste d'ailier.